# Erődi Dániel József
Erődi Dániel József (1868-ig Laforsch) (Baja, 1844. szeptember 15. – Nagykikinda, 1893. február 7.) 
költő, gimnáziumi tanár, lapszerkesztő.

## Élete
Laforsch Miklós fia volt, ősei Elzászból vándoroltak Dél-Magyarországra és onnét költöztek később Bajára; a gimnázium hat osztályát szülővárosában végezte és 1861. szeptember 8-án a Benedek rendbe lépett. A teológiát Pannonhalmán hallgatta; 1868. augusztus 1-jén pappá szentelték. 1868–1869-ben ugyanott hitszónok volt, 1869–1872 között tanár Sopronban, 1872–1876 között Esztergomban, 1876–1879 között ismét Sopronban; utóbbi évben a rendből kilépett és július 8-án a nagykikindai gimnázium tanára lett.

## Művei
- Óda Főt. Kreusz Krizosztom főapátságba igtatásakor. Győr, 1865
- Költemények. Győr, 1869
- A nemzeti verselés szabályai. Győr, 1870
- Hódoló üdvözlet Simor János bibornok úr ő főmagasságához a pannonhegyi szent Benedek-rend tagjaitól. Esztergom, 1874
- Üdvözlő dal Hollósy Justinián úrnak, a b. szűzről czimezett dömölki apátság apátjának beigtatása alkalmával az esztergomi rendház tagjaitól. Esztergom, 1874
- Költészettan, középtanodai és magán használatra. Esztergom, 1874 (2. átd. kiad. Budapest, 1878. Ism. Petőfi-Társ. Lapja)
- Társas dalok. Esztergom, 1875
- Idegen dalok. Ford. Esztergom, 1875
- Buda halálának széptani tanulmánya. Esztergom, 1876 (ennek kivonata az Esztergomi r. kath. gymnasium Értesítőjében)
- Emlékbeszéd Deák Ferencz fölött. Tartotta az esztergomi főgymnasium gyászünnepélyén 1876. febr. 15. Győr, 1876 (2. kiadás. Budapest, 1888)
- Két czikk a soproni irodalmi és művészeti kör érdekében. Sopron, 1876
- A «Soproni és művészeti kör» alapszabályai. Sopron, 1877 (A kör szervezetében mint alapító vett részt és első titkára volt.)
- Erödi Dániel ujabb költeményei. Sopron, 1878 (ism. Sopron 51. sz. Vajda V., Délibáb 1879. 6. sz. Koszorú)
- Latin nyelvtani verses szabályok. Temesvár, 1880 (2. kiadás. Nagy-Kikinda, 1885, ism. Közoktatás 1886)
- Erődi Dániel ujabb költeményei. Második gyűjtemény. Sopron, 1881 (ism. Délmagyarországi Lapok 1881. 248. 249. sz. Koszorú VI. 1882)
- A közoktatás napi kérdéséhez. Nagy-Kikinda, 1885
- Észrevételek Mocsáry Lajos röpiratára. Budapest, 1886
- A középiskolai kérdésről. Budapest, 1886
- Király- és hondalok. Budapest, 1887 (ism. Közoktatás 1888. 3. sz.)
- Alkalmi beszéd Trefort Ágoston m. kir. vallás- és közoktatásügyi miniszter születésnapja hetvenedik évfordulójakor. Budapest, 1887
- Nova et vetera. Költemények. Budapest, 1888 (ism. Egyetértés 78. sz. Délm. Lapok 170. sz. Sopron 70. sz. Kecskeméti Lapok 28. sz.)
- Aesthetikai tanulmány. A költői syllogismusról. Budapest, 1888 (különny. a Nagy-kikindai gymn. Értesítőjéből, ism. Egyet. Philol. Közlöny 1889)
- Epistolák egy vidéki szerkesztőhöz. Kecskemét, 1889
- Erödi Dániel költeményeiből (Uj gyűjtemény) Budapest, 1890 (ism. Délm. Közlöny 294. sz.)
- A pacsirtadaltól a szatiráig. Költemények. Budapest, 1892 (ism. Vasárn. Ujság 26. sz.)
- Emlékbeszéd a koronázás huszonötödik évfordulójára; Grill, Bp., 1892

Szerkesztette a Kikindai Közlönyt 1882. január 1-jétől Koós Istvánnal, november 19-től haláláig egyedül; e lapnak alapítója s kiadó-tulajdonosa is volt.
1863 óta jelentek meg dolgozatai Füssy Szünóráiban és Ilméri Néplapjában; czikkeket és verseket irt a M. Sionba (1872), az Esztergomba (1875), Fővárosi Lapokba (1877–89), Pozsonyvidéki Lapokba (1877-től), Sopronba (1879), Vasárnapi Ujságba (1881–82), Délmagyarországi Lapokba (1881. 248. 249. sz., 1883. 273. sz. sat.), Ország-Világba (1885, 1888), Hölgyek Lapjába, Torontálba, Szegedi Hiradóba, Délibábba, Bajai Közlönybe, Győri Közlönybe, Vasmegyei Közlönybe, Szabadka és Vidékébe, Veszprémbe, Keszthelyi Lapokba, Pápai Lapokba, Váczvidéki Lapokba s a Bácskai Ellenőrbe. A Nemzetnek rendes vidéki dolgozótársa s levelezője volt. Koppány vagy a keresztény hit győzelme cz. hőskölteményéből, melyből öt éneket befejezett, mutatványokat közölt az Uj M. Sionban, Váczvidéki Lapokban és az Esztergomban.